# Confederación Brasileña de Fútbol
La Confederación Brasileña de Fútbol o Confederación Brasilera de Fútbol (CBF) (en portugués: Confederação Brasileira de Futebol) es el ente rector del fútbol en Brasil. La primera entidad nacional de fútbol surgió el 8 de junio de 1914, con la creación de la Federação Brasileira de Sports. El 5 de diciembre de 1916, el nombre fue cambiado a Confederação Brasileira de Desportos (CBD), hoy disuelta; sus atribuciones y funciones en términos de fútbol fueron conferidas a la Confederação Brasileira de Futebol (CBF) el 24 de septiembre de 1979. Se encuentra afiliada a la Conmebol.
Se encarga de gestionar el Campeonato Brasileiro de Futebol (los cuatro niveles), la Copa do Brasil, el Campeonato Brasileño Femenino, la Copa de Brasil Femenina, los torneos regionales de la Copa do Nordeste y la Selección nacional de fútbol de Brasil. Su sede está en Río de Janeiro.

## Presidentes
- Álvaro Zamith (20 de noviembre de 1915 - 4 de noviembre de 1916).
- Arnaldo Guinle (4 de noviembre de 1916 - 8 de enero de 1920).
- Ariovisto de Almeida Rego (8 de enero de 1920 - 26 de abril de 1921).
- Oswaldo Gomes (26 de abril de 1921 - 26 de enero de 1924).
- Ariovisto de Almeida Rego (26 de enero de 1924 - 20 de junio de 1924).
- Wladimir Bernades (20 de junio de 1924 - 19 de diciembre de 1924).
- Oscar Rodrigues da Costa (19 de diciembre de 1924 - 13 de octubre de 1927).
- Renato Pacheco (13 de octubre de 1927 - 23 de septiembre de 1933).
- Álvaro Catão (23 de septiembre de 1933 - 5 de septiembre de 1936).
- Luiz Aranha (5 de septiembre de 1936 - 28 de enero de 1943).
- Rivadávia Correa Meyer (28 de enero de 1943 - 14 de enero de 1955).
- Sylvio Correa Pacheco (14 de enero de 1955 - 14 de enero de 1958).
- João Havelange (14 de enero de 1958 - 10 de enero de 1975).
- Heleno de Barros Nunes (10 de enero de 1975 - 18 de enero de 1980).
- Giulite Coutinho (18 de enero de 1980 - 17 de enero de 1986).
- Otávio Pinto Guimarães (17 de enero de 1986 - 16 de enero de 1989).
- Ricardo Terra Teixeira (16 de enero de 1989 - 12 de marzo de 2012).
- José Maria Marin (12 de marzo de 2012 - 3 de abril de 2014).
- Marco Polo Del Nero (4 de abril de 2014 - 15 de febrero de 2017).
- Coronel Nunes (15 de febrero de 2017 - 9 de abril de 2019).
- Rogério Caboclo (9 de abril de 2019 - 25 de febrero de 2022).
- Vacante (25 de febrero de 2022 - 22 de marzo de 2022).
- Ednaldo Rodrigues (22 de marzo de 2022 - 24 de mayo de 2025).
- Samir Xaud (25 de mayo de 2025 - actualidad)

## Rivales
Las rivalidades históricas de Brasil siempre han sido Argentina, Paraguay, Uruguay, Alemania, Italia y Francia.

## Palmarés
Como responsable de las distintas selecciones nacionales la CBF cosechó los siguientes títulos oficiales.

### Selecciones de fútbol masculino

#### Absoluta
| Competición                       | Campeón                                                   | Subcampeón                                                                     | Tercer puesto                                 |
| --------------------------------- | --------------------------------------------------------- | ------------------------------------------------------------------------------ | --------------------------------------------- |
| Copa Mundial de Fútbol            | 5 (1958, 1962, 1970, 1994 y 2002)                         | 2 (1950 y 1998)                                                                | 2 (1938 y 1978)                               |
| Copa América                      | 9 (1919, 1922, 1949, 1989, 1997, 1999, 2004, 2007 y 2019) | 12 (1921, 1925, 1937, 1945, 1946, 1953, 1957, 1959-I, 1983, 1991, 1995 y 2021) | 7 (1916, 1917, 1920, 1942, 1959, 1975 y 1979) |
| Copa FIFA Confederaciones         | 4 (1997, 2005, 2009 y 2013)                               | 1 (1999)                                                                       | -                                             |
| Campeonato Panamericano de Fútbol | 2 (1952 y 1956)                                           | 1 (1960)                                                                       | -                                             |

#### Olímpica
| Competición                            | Campeón                                       | Subcampeón            | Tercer puesto         |
| -------------------------------------- | --------------------------------------------- | --------------------- | --------------------- |
| Torneo Olímpico de Fútbol              | 2 (2016 y 2020)                               | 3 (1984, 1988 y 2012) | 2 (1996 y 2008)       |
| Torneo Preolímpico Sudamericano Sub-23 | 7 (1968, 1972, 1976, 1984, 1988, 1996 y 2000) | 2 (1964 y 2020)       | 3 (1960, 2004 y 2024) |

#### Sub-22
| Competición          | Campeón                           | Subcampeón            | Tercer puesto |
| -------------------- | --------------------------------- | --------------------- | ------------- |
| Juegos Panamericanos | 5 (1963, 1975, 1979, 1987 y 2023) | 3 (1959, 1983 y 2003) | 1 (2015)      |

#### Sub-20
| Competición                    | Campeón                                                                            | Subcampeón                                    | Tercer puesto         |
| ------------------------------ | ---------------------------------------------------------------------------------- | --------------------------------------------- | --------------------- |
| Copa Mundial de Fútbol Sub-20  | 5 (1983, 1985, 1993, 2003 y 2011)                                                  | 4 (1991, 1995, 2009 y 2015)                   | 3 (1977, 1989 y 2005) |
| Campeonato Sudamericano Sub-20 | 13 (1974, 1983, 1985, 1988, 1991, 1992, 1995, 2001, 2007, 2009, 2011, 2023 y 2025) | 7 (1954, 1977, 1981, 1987, 1997, 2003 y 2005) | 3 (1958, 1967 y 1999) |

#### Sub-17
| Competición                    | Campeón                                                                                  | Subcampeón            | Tercer puesto   |
| ------------------------------ | ---------------------------------------------------------------------------------------- | --------------------- | --------------- |
| Copa Mundial de Fútbol Sub-17  | 4 (1997, 1999, 2003 y 2019)                                                              | 2 (1995 y 2005)       | 1 (1985 y 2017) |
| Campeonato Sudamericano Sub-17 | 14 (1988, 1991, 1995, 1997, 1999, 2001, 2005, 2007, 2009, 2011, 2015, 2017, 2023 y 2025) | 3 (1985, 1986 y 2003) | 1 (2013)        |

#### Sub-15
| Competición                    | Campeón                           | Subcampeón      | Tercer puesto |
| ------------------------------ | --------------------------------- | --------------- | ------------- |
| Campeonato Sudamericano Sub-15 | 5 (2005, 2007, 2011, 2015 y 2019) | 2 (2009 y 2017) | -             |

### Selecciones de futsal masculino

#### Absoluta
| Competición            | Campeón                                                                | Subcampeón | Tercer puesto   |
| ---------------------- | ---------------------------------------------------------------------- | ---------- | --------------- |
| Copa Mundial de Futsal | 6 (1989, 1992, 1996, 2008, 2012 y 2024)                                | 1 (2000)   | 2 (2004 y 2021) |
| Copa América de Futsal | 11 (1992, 1995, 1996, 1997, 1998, 1999, 2000, 2008, 2011, 2017 y 2024) | 1 (2003)   | 2 (2015 y 2022) |

#### Sub-20
| Competición                              | Campeón                                             | Subcampeón | Tercer puesto |
| ---------------------------------------- | --------------------------------------------------- | ---------- | ------------- |
| Campeonato Sudamericano de Futsal Sub-20 | 8 (2004, 2006, 2008, 2010, 2013, 2014, 2018 y 2022) | 1 (2016)   | -             |

#### Sub-17
| Competición                              | Campeón         | Subcampeón      | Tercer puesto |
| ---------------------------------------- | --------------- | --------------- | ------------- |
| Campeonato Sudamericano de Futsal Sub-17 | 2 (2016 y 2018) | 2 (2022 y 2024) | -             |

### Selecciones de fútbol playa masculino

#### Absoluta
| Competición                             | Campeón                                             | Subcampeón | Tercer puesto   |
| --------------------------------------- | --------------------------------------------------- | ---------- | --------------- |
| Copa Mundial de Fútbol Playa            | 6 (2006, 2007, 2008, 2009, 2017 y 2024)             | 1 (2011)   | 2 (2005 y 2013) |
| Campeonato Sudamericano de Fútbol Playa | 8 (2006, 2008, 2009, 2011, 2015, 2017, 2019 y 2021) | -          | 1 (2013)        |

#### Sub-20
| Competición                                    | Campeón  | Subcampeón      | Tercer puesto |
| ---------------------------------------------- | -------- | --------------- | ------------- |
| Campeonato Sudamericano de Fútbol Playa Sub-20 | 1 (2017) | 2 (2019 y 2023) | -             |

### Selecciones de fútbol femenino

#### Absoluta
| Competición                     | Campeón                                             | Subcampeón            | Tercer puesto |
| ------------------------------- | --------------------------------------------------- | --------------------- | ------------- |
| Copa Mundial Femenina de Fútbol | -                                                   | 1 (2007)              | 1 (1999)      |
| Copa América Femenina           | 8 (1991, 1995, 1998, 2003, 2010, 2014, 2018 y 2022) | 1 (2006)              | -             |
| Juegos Panamericanos            | 3 (2003, 2007 y 2015)                               | 1 (2011)              | -             |
| Torneo Olímpico de Fútbol       | -                                                   | 3 (2004, 2008 y 2024) | -             |

#### Sub-20
| Competición                             | Campeón                                                          | Subcampeón | Tercer puesto   |
| --------------------------------------- | ---------------------------------------------------------------- | ---------- | --------------- |
| Copa Mundial Femenina de Fútbol Sub-20  | -                                                                | -          | 2 (2006 y 2022) |
| Campeonato Sudamericano Femenino Sub-20 | 10 (2004, 2006, 2008, 2010, 2012, 2014, 2015, 2018, 2022 y 2024) | -          | -               |

#### Sub-17
| Competición                             | Campeón                     | Subcampeón      | Tercer puesto |
| --------------------------------------- | --------------------------- | --------------- | ------------- |
| Copa Mundial Femenina de Fútbol Sub-17  | -                           | -               | -             |
| Campeonato Sudamericano Femenino Sub-17 | 4 (2010, 2012, 2018 y 2022) | 2 (2008 y 2016) | -             |

### Selecciones de futsal femenino

#### Absoluta
| Competición                     | Campeón                                       | Subcampeón | Tercer puesto |
| ------------------------------- | --------------------------------------------- | ---------- | ------------- |
| Copa América Femenina de Futsal | 7 (2005, 2007, 2009, 2011, 2017, 2019 y 2023) | -          | -             |

## Títulos de clubes asociados
Los clubes asociados a la CBF lograron los siguientes títulos de índole internacional.

### Fútbol masculino
| Competición                               | Títulos | Año |
| ----------------------------------------- | ------- | --- |
| Copa Libertadores de América              | 23      | 1962, 1963, 1976, 1981, 1983, 1992, 1993, 1995, 1998, 1999, 2005, 2006, 2010, 2011, 2012, 2013, 2017, 2019, 2020, 2021, 2022, 2023, 2024. |
| Campeonato Sudamericano de Campeones      | 1       | 1948 |
| Copa Intercontinental                     | 6       | 1962, 1963, 1981, 1983, 1992, 1993. |
| Copa Mundial de Clubes                    | 4       | 2000, 2005, 2006, 2012. |
| Recopa Sudamericana                       | 13      | 1993, 1994, 1996, 1998, 2007, 2011, 2012, 2013, 2014, 2018, 2020, 2022, 2024.                                                             |
| Copa Sudamericana                         | 5       | 2008, 2012, 2016, 2018, 2021. |
| Supercopa Sudamericana                    | 3       | 1991, 1992, 1993. |
| Copa Conmebol                             | 5       | 1992, 1993, 1994, 1997, 1998. |
| Copa J.League-Sudamericana                | 2       | 2009, 2019. |
| Copa Máster de Supercopa                  | 1       | 1994 |
| Copa Máster de Conmebol                   | 1       | 1996 |
| Copa de Oro Nicolás Leoz                  | 2       | 1995, 1996. |
| Copa Mercosur                             | 3       | 1998, 1999, 2000. |
| Supercopa de Campeones Intercontinentales | 1       | 1968 |
| Copa Libertadores Sub-20                  | 2       | 2016, 2024. |
| Copa Intercontinental Sub-20              | 1       | 2024 |

### Fútbol femenino
| Competición                | Títulos | Año                                                                           |
| -------------------------- | ------- | ----------------------------------------------------------------------------- |
| Copa Libertadores Femenina | 13      | 2009, 2010, 2011, 2013, 2014, 2015, 2017, 2019, 2020, 2021, 2022, 2023, 2024. |